# Stele della carestia

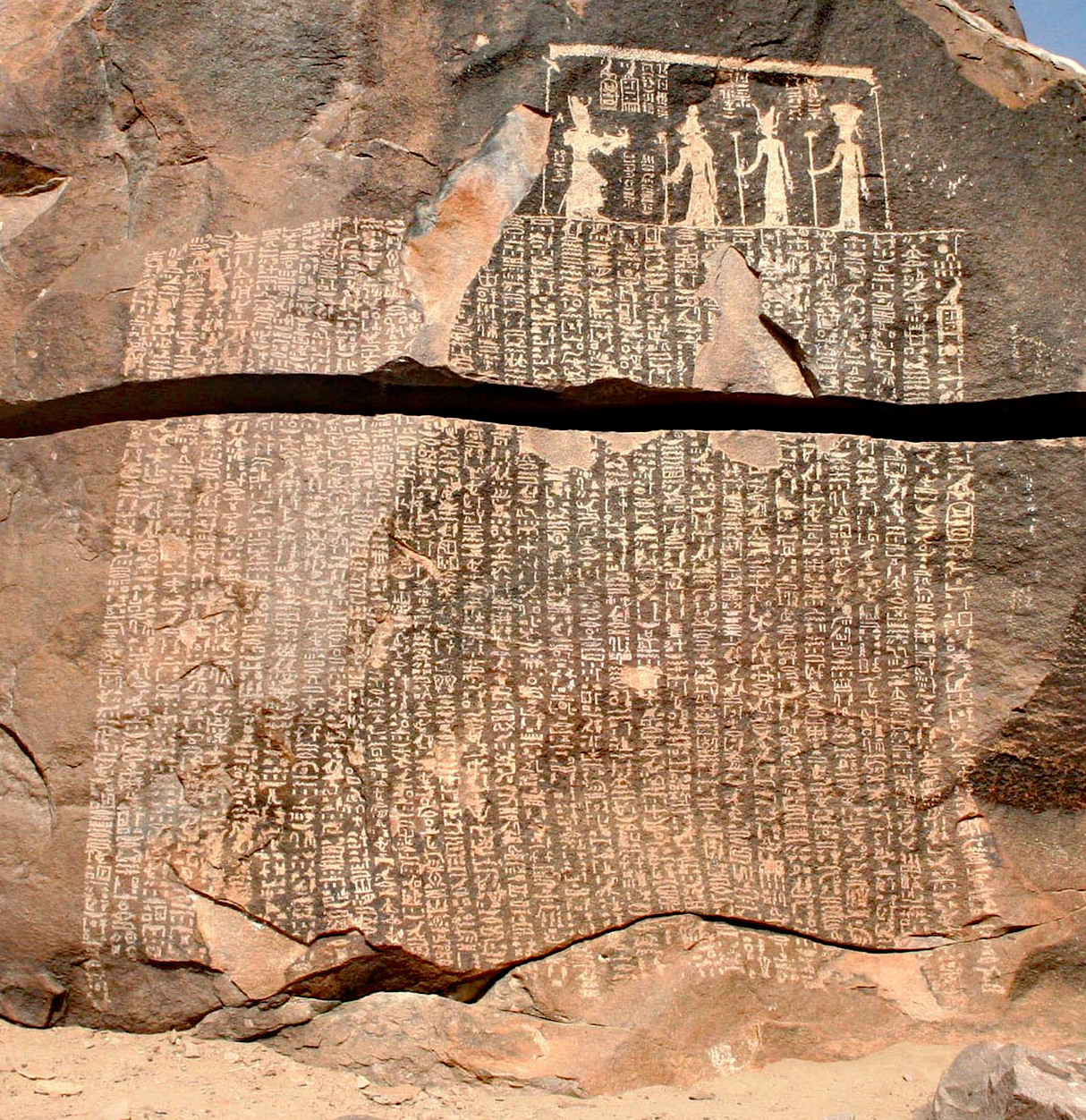
Stele della carestia. Alcune incisioni sono mancanti

La stele della carestia è un'epigrafe scritta in geroglifico situata sull'isola di Sehel nel Nilo, nei pressi di Assuan, in Egitto, che parla di un periodo di sette anni di siccità. Questa carestia occorse durante il regno del faraone Djoser della III dinastia. Si pensa che la stele sia stata incisa nel periodo tolemaico, ovvero tra il 332 ed il 31 a.C.

## Descrizione
La stele della carestia è incisa su un blocco rettangolare di granito, estratto da una parete di granito naturale. L'iscrizione è in geroglifico e contiene 42 colonne. La parte superiore della stele raffigura tre divinità egizie: Khnum, Satet e Anuqet. Davanti a loro è mostrato Djoser, nell'atto di portare offerte. Una larga fessura, già presente quando la stele fu realizzata, attraversa il centro della roccia. Alcune parti della stele sono danneggiate, il che rende illeggibili alcuni passaggi del testo.

## L'iscrizione
La storia raccontata sulla stele è ambientata nel diciottesimo anno del regno di Djoser. Il testo descrive come il re sia sconvolto e preoccupato dal fatto che le terre d'Egitto stessero subendo una siccità e la conseguente carestia da sette anni, dato che in questo periodo il Nilo non era mai esondato fertilizzando le coltivazioni. Il testo descrive anche come il popolo egizio soffriva a causa della siccità, e quanto erano disperati tanto da infrangere le leggi del paese. Djoser chiede aiuto agli uomini del sacerdote, guidati dall'alto sacerdote Imhotep. Il re voleva sapere dove fosse nato Hapy (una divinità dei fiumi identificato direttamente col Nilo) e che dio abitava quel luogo.
Imhotep decise di analizzare gli archivi del tempio di Hut-Ibety (“Casa delle reti”), situato a Ermopoli e dedicato al dio Thot. Informò il re del fatto che l'alluvione del Nilo era controllata dal dio Khnum ad Elefantina da una sacra sorgente situata sull'isola, dove il dio abitava. Imhotep si recò immediatamente nel luogo chiamato Jebu. Nel tempio di Khnum, chiamato “Gioia di Vita”, Imhotep si purifica, chiede aiuto a Khnum e gli offre “tutte le cose buone”. Improvvisamente cade nel sonno, e nel suo sogno Imhotep viene accolto dal gentile Khnum. Il dio si presenta ad Imhotep spiegando chi e cosa è, per poi descrivere i propri poteri divini. Alla fine del sogno Khnum promette di far esondare di nuovo il Nilo. Imhotep si sveglia e scrive tutto quello che era successo nel sogno. Torna quindi da Djoser per raccontare al re l'accaduto.
Il re è felice delle novità, ed emette un decreto nel quale ordina a sacerdoti, scribi ed operai di restaurare il tempio di Khnum e di ricominciare a fare regolari offerte al dio. Inoltre Djoser, con un altro decreto, concede al tempio di Khnum ad Elefantina, la regione compresa tra Assuan e Takompso con tutte le sue ricchezze, oltre ad una quota di quanto importato dalla Nubia.

## Datazione dell'inscrizione
A partire dalla prima traduzione e dal primo studio effettuato dall'egittologo francese Pascal Barguet nel 1950, la stele della carestia è stata di grande interesse per storici ed egittologi. Lingua ed aspetto utilizzati nell'inscrizione fanno pensare che l'opera potrebbe risalire al periodo tolemaico, forse durante il regno di re Tolomeo V (205 – 180 a.C.). Egittologi quali Miriam Lichtheim e Werner Vycichl ipotizzano che i sacerdoti locali di Khnum siano coloro che hanno scritto il testo. I vari gruppi religiosi dell'Egitto in epoca tolemaica erano in lotta per ottenere più potere ed influenza. Per questo motivo la storia della stele della carestia potrebbe essere stata utilizzata come modo per legittimare il potere dei sacerdoti di Khnum sulla regione di Elefantina.
Al tempo della prima traduzione della stele, si pensava che la storia della carestia settennale fosse legata a quella biblica citata nella Genesi al capitolo  41, dove si parla di una carestia della stessa durata. Indagini più recenti hanno mostrato che la carestia settennale era un mito comune a quasi tutte le culture del Vicino Oriente. Anche una leggenda mesopotamica parla di una carestia settennale, e nell'opera Gilgamesh il dio An enuncia una profezia circa una carestia di sette anni. Un'altra storia simile a quella delle stele della carestia appare nel cosiddetto “Libro del Tempio”, tradotto dal demotico tedesco Joachim Friedrich Quack. L'antico testo parla di re Neferkaseker (alla fine della II dinastia), il quale si trova ad affrontare una carestia settennale.
La stele della carestia è una delle sole tre inscrizioni conosciute che collegano il nome del cartiglio di Djeser (“nobile”) al nome Serekht Netjerikhet (“corpo divino”) di re Djoser in un'unica parola. Fornisce quindi un'utile prova per egittologi e storici coinvolti nella ricostruzione della cronologia reale dell'Antico Regno.